# Route départementale 105 (Essonne)
Pour les articles homonymes, voir Route départementale 105.
La route départementale 105 est une route départementale située dans le département français de l'Essonne et dont l'importance est aujourd'hui restreinte à la circulation routière locale. Elle assure la liaison routière entre les deux centres urbains de La Ferté-Alais et Milly-la-Forêt et relie les vallées de l'Essonne et de l'École.

## Itinéraire
La route départementale 105 assure la liaison entre les deux communes de La Ferté-Alais et Milly-la-Forêt en suivant la vallée de l'Essonne puis en traversant la forêt de Milly pour rejoindre la vallée de l'École.
- La Ferté-Alais, elle démarre son trajet à la Place Carnot qui marque l'intersection avec la route départementale 83. Elle prend l'appellation de Rue Georges Hautot pour traverser la ligne Villeneuve-Saint-Georges - Montargis empruntée par la ligne D du RER d'Île-de-France, puis bifurque pour devenir la Rue des Deux Ponts jusqu'à une nouvelle intersection avec la RD 83. Elle devient alors la Route de Guigneville jusqu'à sa sortie du territoire.
- Guigneville-sur-Essonne, elle n'a pas de dénomination à son entrée par le nord de la commune et devient la Route de Boutigny en centre-bourg puis la Rue de La Ferté-Alais dans le hameau de Clercy jusqu'au lieu-dit Jouy où elle devient la Grande Rue de Milly et traverse le lieu-dit Pasloup avant de sortir du territoire.
- Boutigny-sur-Essonne, elle prend l'appellation de Rue de La Ferté-Alais et rencontre en centre-bourg la route départementale 153 en conservant son appellation, ne prenant qu'à la sortie du bourg la dénomination Rue de Milly, elle traverse le hameau de Jarcy puis rencontre la route départementale 205 pour devenir le Chemin de Pressoir jusqu'à son entrée dans la forêt de Milly.
- Milly-la-Forêt, elle entre par le nord-ouest sans appellation dans la forêt et devient la Route de Boutigny à proximité des premières habitations puis rencontre la route départementale 837 qui forme la rocade ouest. Elle bifurque vers le sud en prenant la dénomination Rue Pachau puis Rue Saint-Pierre et enfin la Rue Langlois jusqu'à la Place de la République où elle achève son parcours en centre-ville.

## Pour approfondir